# Форк (блокчейн)
У блокчейні форк визначається по-різному:
- «Те, що відбувається, коли блокчейн розходиться на два потенційних шляхи розвитку»;,
- «Зміна в протоколі»
- «Ситуація, яка виникає, коли два або більше блоків мають однакову висоту блоку».[1]

Форки пов'язані з тим, що різні сторони повинні використовувати спільні правила для підтримки історії блокчейну. Коли сторони не досягають згоди, можуть з'явитися альтернативні ланцюги. Хоча більшість форків є короткочасними, деякі з них залишаються постійними. Короткочасні форки виникають через труднощі досягнення швидкого консенсусу в розподіленій системі. Постійні форки (у сенсі змін протоколу) використовувалися для додавання нових функцій у блокчейн, а також для скасування наслідків хакерських атак, як це було у випадку з Ethereum і Ethereum Classic, або для запобігання катастрофічним помилкам у блокчейні, як це сталося під час форку Bitcoin 6 серпня 2010 року.
Концепція технології блокчейну була вперше представлена у 2008 році невідомою особою або групою людей під псевдонімом «Сатоші Накамото» в технічному документі, що описує дизайн децентралізованої цифрової валюти Bitcoin. Форки блокчейну широко обговорювалися в контексті проблеми масштабованості біткойна.

## Види форків
Форки можна класифікувати як випадкові або навмисні. Випадковий форк відбувається, коли два або більше майнерів знаходять блок майже одночасно. Форк вирішується, коли додаються наступні блоки, і один із ланцюгів стає довшим за інші. Мережа відмовляється від блоків, що не входять у найдовший ланцюг (вони називаються «осиротілими блоками»).
Навмисні форки, які змінюють правила блокчейну, можна класифікувати наступним чином:

### Форк вихідного коду
Форк вихідного коду або форк проєкту — це коли розробники беруть копію вихідного коду однієї криптовалютної мережі та починають незалежну розробку, створюючи окремий новий блокчейн. Наприклад, Litecoin — це форк вихідного коду Bitcoin, Monero — форк Bytecoin, а Dogecoin — форк Litecoin.

### Хардфорк
Хардфорк — це зміна протоколу блокчейну, яка не є зворотно сумісною і вимагає від усіх користувачів оновлення свого програмного забезпечення для продовження роботи в мережі. Під час хардфорку мережа розділяється на дві окремі версії: одна слідує новим правилам, а інша — старим.
Наприклад, у 2016 році Ethereum зазнав хардфорку для «відшкодування» інвесторам The DAO, який був зламаний через вразливість у коді. Це призвело до створення двох блокчейнів: Ethereum і Ethereum Classic. У 2014 році спільнота Nxt розглядала можливість хардфорку для відкоту записів блокчейну з метою відшкодування вкрадених 50 мільйонів NXT. Проте пропозиція була відхилена, і частину коштів вдалося повернути після переговорів і викупу.
Ще один відомий хардфорк стався у Bitcoin у 2017 році, коли через суперечності щодо збільшення пропускної здатності мережі було створено Bitcoin Cash.

### Софтфорк
Софтфорк — це зміна протоколу блокчейну, яка є зворотно сумісною і дозволяє впроваджувати нові правила без необхідності оновлення всіх користувачів. У разі софтфорку більшість майнерів переходять на нові правила, і лише вони можуть перевіряти нові блоки. Інші користувачі можуть продовжувати використовувати мережу, але не зможуть перевіряти відповідність нових блоків новим правилам. Оскільки софтфорк є зворотно сумісним, він не призводить до створення нового блокчейну чи розколу мережі.

## Поділ криптовалют
Постійний поділ блокчейну відбувається, коли два або більше ланцюгів назавжди розходяться після певного моменту спільної історії. Це призводить до існування двох або більше конкуруючих криптовалют на окремих блокчейнах.

### Оподаткування
Оподаткування поділу криптовалют суттєво відрізняється залежно від юрисдикції. Ось кілька прикладів:

#### Податкове управління Австралії (ATO)
ATO не класифікує поділ криптовалют як податкову подію. Вважається, що версії блокчейну, що виникли внаслідок поділу, називаються «оригінальним блокчейном» і «новим блокчейном». Первинна криптовалюта зберігає свою початкову собівартість, тоді як нова отримує собівартість, рівну нулю.

#### Податкове управління Великої Британії (HMRC)
HMRC також не розглядає поділ криптовалют як податкову подію. За їхніми правилами, вартість нових криптоактивів походить від початкових активів, і витрати повинні розподілятися «справедливим і розумним способом». HMRC може перевіряти методи такого розподілу.

#### Податкове управління США (IRS)
Податкове управління США (IRS) класифікує поділ криптовалют як «ейрдропи» та оподатковує їх як дохід. Власники ключів повинні сплачувати податок, виходячи з ринкової вартості нової криптовалюти на момент її отримання.